# 紫丁香蘑
紫丁香蘑（學名：Collybia nuda）是金錢菌屬的一種蕈類，原產於歐洲與北美洲，並已被引入澳洲，常見於針葉林與落葉林，可形成仙女環。本種最早於1790年由皮埃尔·比利亚尔發表描述，當時被歸入傘菌屬；保羅·庫默爾將其改歸入口蘑屬，後來又有學者將其置於香蘑屬，2023年本種基於分子證據被歸入金錢菌屬中。紫丁香蘑呈淡紫色至紫紅色，蕈傘直徑為4—15公分，孢子印為白色至淡粉紅色；絲膜菌屬一些紫色的菇類外形與本種類似。
紫丁香蘑為可食真菌，具強烈特殊氣味，可搭配奶油食用。

## 圖集

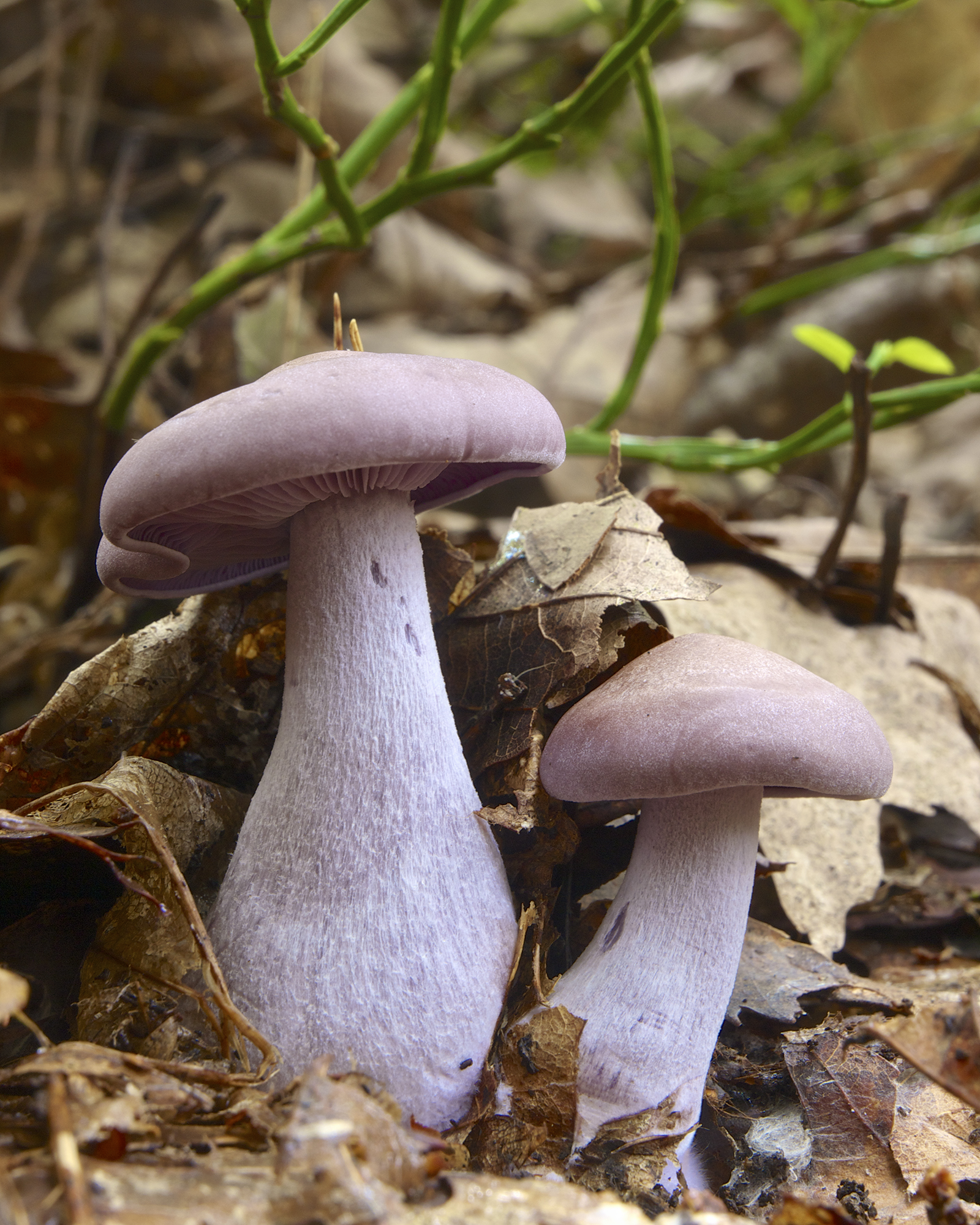
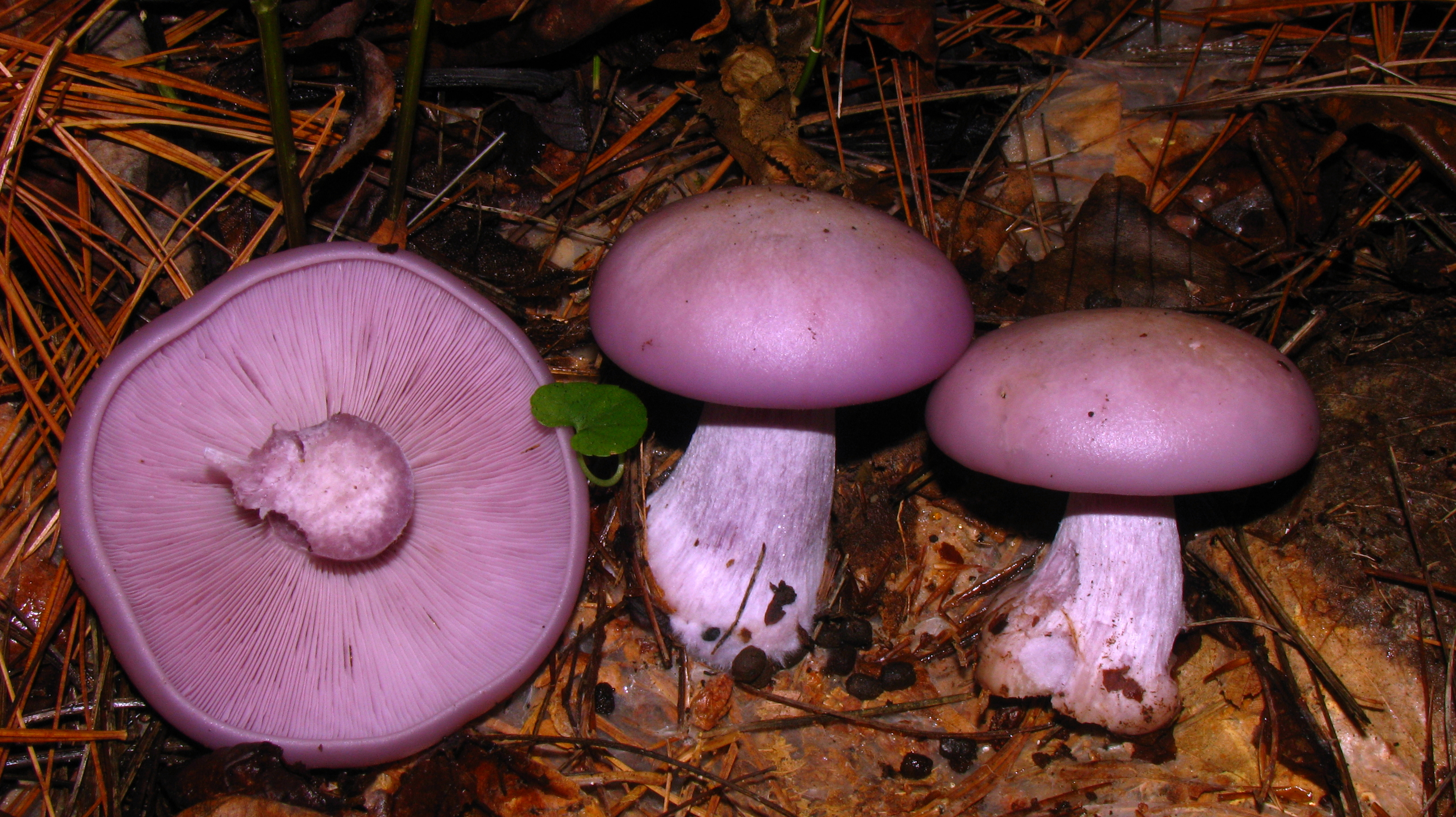
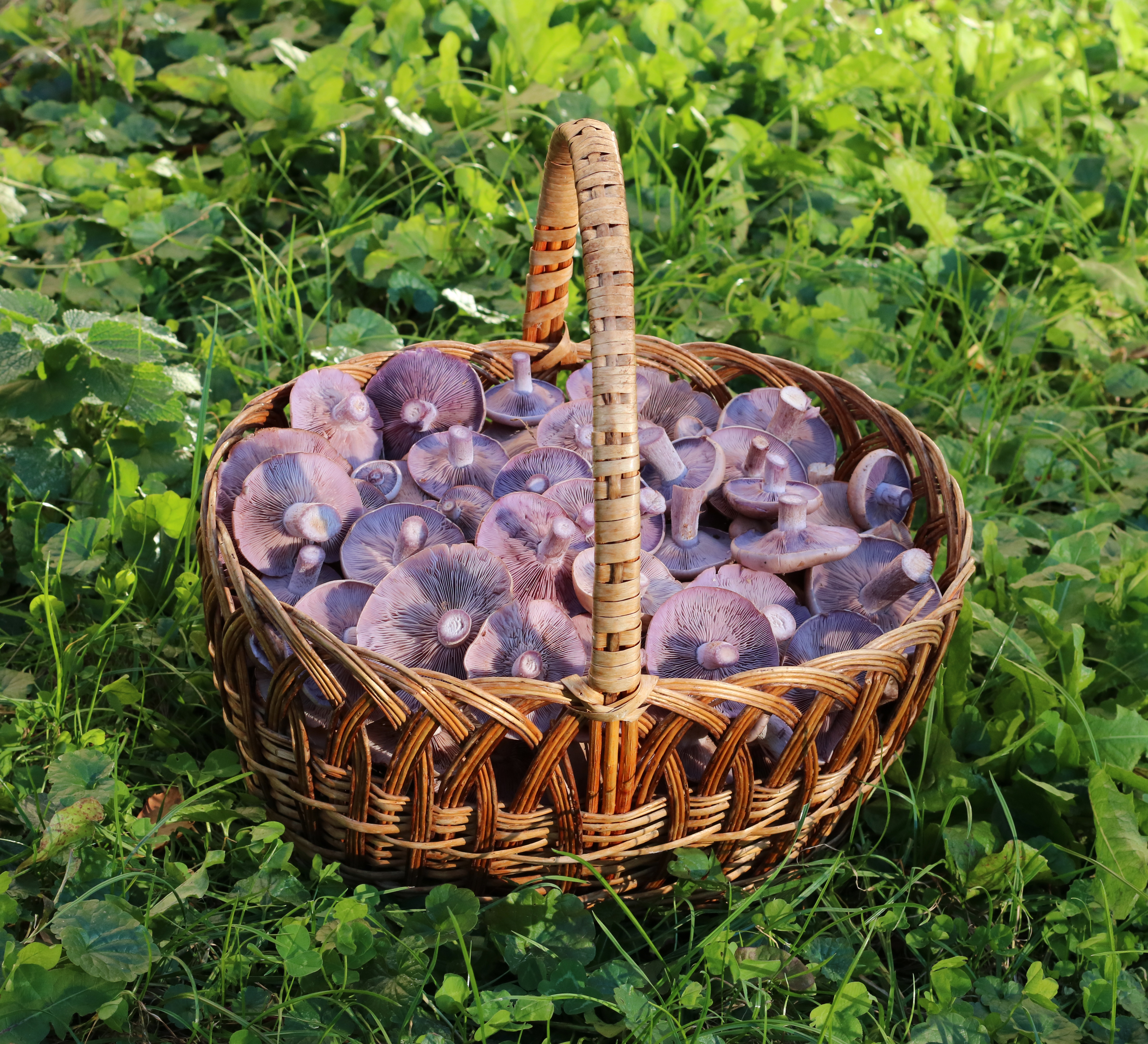
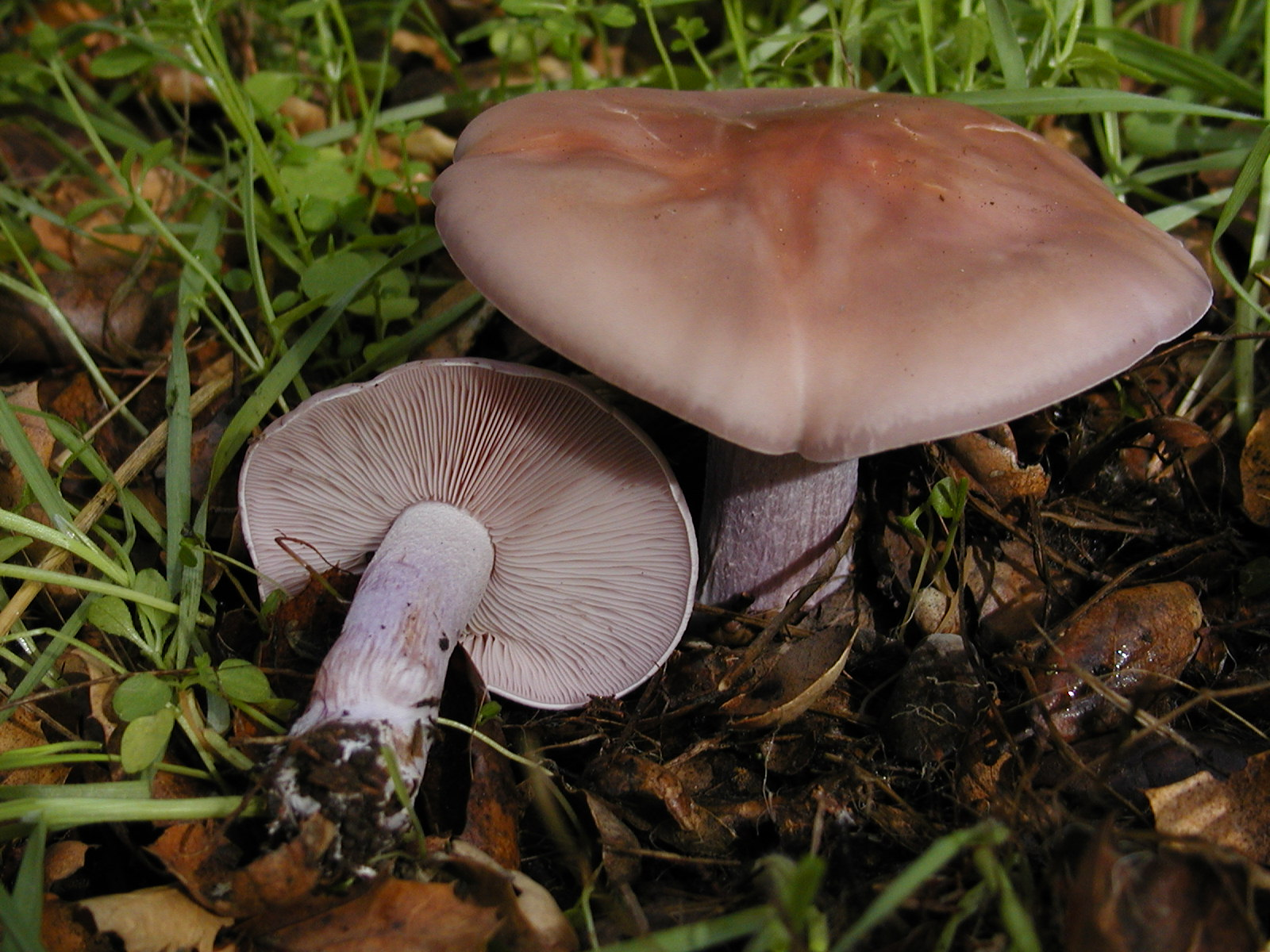